# Ton (geld)
Een ton staat in de Nederlandse spreektaal voor honderdduizend geldeenheden, bijvoorbeeld honderdduizend euro (€ 100.000,-). Hoewel Van Dale het woord niet aanmerkt als Nederlands-Nederlands, wordt het in België in deze betekenis nauwelijks gebruikt.
Het woord 'ton' wordt veel gebruikt om de waarde van huizen in uit te drukken. Het wordt ook als niet-financiële eenheid gebruikt en dat kan tot verwarring leiden. Bijvoorbeeld: "een vrachtwagen van 6 ton" kan betekenen dat de vrachtwagen 6000 kg weegt, of dat de vrachtwagen 600.000 euro kost.
De uitdrukking 'ton' is spreektaal, en zal men, mede vanwege de verwarring over de exacte betekenis, in officiële en juridische documenten niet aantreffen. Daar wordt altijd een hoeveelheid geld in cijfers en woorden exact weergegeven. Men spreekt in een contract dus niet over een koopprijs van 5 ton, maar over een koopprijs van EUR 500.000,00 (vijfhonderdduizend euro en nul cent).

## Oorsprong
Voor de verklaring van de naam zijn twee hypothesen:
1. In 1839 is het gewicht van de gulden verlaagd van 10,766 gram naar 10 gram (toentertijd zilver). Uit die tijd stamt de uitdrukking om 100.000 gulden aan te duiden, want 100.000 × 10 gram = 1000 kg, gelijk aan het gewicht van 1 ton.
2. De naam is afgeleid van diezelfde ton, maar dan met de betekenis 1000 keer het bankbiljet met de grootste waarde (dat wil zeggen, tijdens het ontstaan van het woord), het briefje van 100. Een ton is dus 1000 briefjes van 100.

## De overgang van de gulden naar de euro
Ten tijde van de gulden werd met een ton 100.000 gulden bedoeld (± € 45.378). Na de invoering van de euro werd in de makelaardij nog een tijdje de 'ton' in gulden gebruikt. Veel huizen waren immers gekocht in de guldens-periode. Om verwarring te voorkomen werden soms de aanduiding 'guldenton'/'ton gulden' en 'euroton'/'ton euro' gebruikt, om duidelijk aan te geven welke muntsoort werd gebruikt. Na een paar jaar werd het woord 'ton' algemeen gebruikt voor 100.000 euro.
Volgens sommige taalpuristen is een ton vanwege de oorsprong van het woord nog steeds een 'guldenton'. In het dagelijks taalgebruik wordt met ton echter altijd 'euroton' bedoeld. Bij oude documenten moet echter wel rekening gehouden worden met het verschil tussen de huidige euroton en de oude guldenton. Daarnaast wordt het ook wel gebruikt (afhankelijk van de context) voor andere valuta, zoals de dollar.

## Afstand
Ton als synoniem voor 100.000 wordt ook wel gebruikt om de kilometerstand van auto's aan te geven, zoals in: "Een auto met een ton op de teller."